# Gromadzyń (szczyt)
Gromadzyń (655 m n.p.m.) – szczyt w Górach Sanocko-Turczańskich, będący północno-zachodnią kulminacją niewielkiego grzbietu Równia położonego na południe od Ustrzyk Dolnych, pomiędzy dolinami: Strwiąża, Jasieńki, Hoszowczyka oraz potoku Olchy. Na północno-wschodnim stoku znajduje się pięć wyciągów orczykowych należących do Stacji Narciarskiej Gromadzyń. Na szczycie zlokalizowana jest stacja przekaźnikowa.

## Szlaki turystyczne
– niebieski szlak Rzeszów – Grybów na odcinku Ustrzyki Dolne – Gromadzyń – Równia
 – żółta ścieżka spacerowa Ustrzyki Dolne – Gromadzyń – Ustrzyki Dolne (zamknięta pętla, czas przejścia całości: 2 h)